# Bronzevinget bladhøne
Bronzevinget bladhøne (latin: Metopidius indicus) er en fugl fra det sydlige Asien. Den tilhører bladhønsefamilien i ordenen mågevadefugle.